# IKAROS
IKAROS（Interplanetary Kite-craft Accelerated by Radiation Of the Sun、イカロス）は、宇宙科学研究所（ISAS）及び月・惑星探査プログラムグループ（JSPEC）が開発し、2010年に打ち上げられた小型ソーラー電力セイル実証機である。惑星間ソーラーセイル機として世界初。プロジェクトの森治により、ギリシア神話の登場人物の1人であるイカロスにちなんで命名された。開発・製造はNEC東芝スペースシステムが担当した。
金星探査機あかつきと相乗りで、2010年5月21日に種子島宇宙センターから打ち上げられ、6月3日から6月10日にかけてセイルを展開し、7月9日に太陽光（太陽風ではない）による光子加速の実証が確認された。12月8日には金星フライバイを実施した。2012年1月までに姿勢制御が困難になり、冬眠モード（シャットダウン状態）と通信復帰を繰り返したが、2015年5月から5回目の冬眠モードに入ったのち通信が回復しなくなった。その後も探索が続けられたが、2025年5月15日に断念され運用終了された。

## 目的
IKAROSはソーラーセイルを主推進装置として利用する世界初の惑星間航行宇宙機であり、主に以下の4つの項目について技術実証を行う計画である。
1. 大型膜面及び展開機構の開発と展開制御技術の確立。
2. 太陽電池セルを搭載したソーラー電力セイルからの集電。
3. 光子セイルによる加速実証と加速性能の推定。
4. 液晶を利用した操舵装置の搭載による光子セイルを用いた航行技術・方向制御技術の確立。

打ち上げ後数週間で上記2項目（ミニマムサクセス）を達成し、その後約半年かけて下記2項目（フルサクセス）を達成した。2010年12月8日には金星フライバイを行い、当初予定していたミッションを全て成功させた。その後も更なる技術検証および習得を目指して、運用が続けられた。最終的には姿勢制御も打ち切られ、通信が可能な条件が揃った際に、通信が試みられていった。

## 経緯

### IKAROSプロジェクト立ち上げの経緯
科学衛星・探査機は、通常ならば開発に5年以上の時間をかけるのに対して、この「イカロス」は計画開始から打ち上げまで2年半しかなかった。しかも予算総額は15億円と、通常の探査機に比べれば1桁少ない。これは、この「イカロス」計画が単独の実験として計画された探査機ではなく、金星探査機「あかつき」の付帯プロジェクトとして提案された探査機であったためである。金星探査機「あかつき」は当初、M-Vロケットで打ち上げる前提で設計が進められていたものの、途中でM-Vが廃止されたため、H-IIAロケットを使用しての打ち上げに変更された。そこで、H-IIAでも正常に打ち上げられるか解析した結果、金星探査機「あかつき」では軽過ぎるせいで、H-IIAの第2段で加速している間の振動が、許容範囲を超えてしまうという問題が見付かった。この振動の問題を解決するためには、500 kgの「あかつき」以外に、700 kg近いダミー・ペイロードをH-IIAに搭載する方法によって、振動を抑制するしかないと判明した。そこで、H-IIAの打ち上げ能力の余剰分を有効に使うために「あかつき」だけでなく、ピギーバック衛星の追加が決められた。この「イカロス」計画は、こうして開始された。「イカロス」を提案したのは、小惑星探査機「はやぶさ」の開発・運用を指揮した川口淳一郎で、振動解析の結果が出てから1週間で提案書を書いたとされる。

### ソーラー電力セイル計画
JAXAの前身の組織の1つである宇宙科学研究所において、ソーラーセイルワーキンググループが2000年に発足した。このワーキンググループは、将来の惑星間航行のための動力源として有力視されながら、実現していなかったソーラーセイルを用いた推進方法を研究するグループであった。具体的には、ソーラーセイルの実用化に必要な大型膜構造の製造・展開技術の研究や、ソーラーセイル推進を使用した科学ミッションの成立性や科学的意義、運用要求などの検討を目的としていた。
ただ有力視されてきたとは言え、ソーラーセイルで受けられる力は、ごく弱い。さらに、ソーラーセイルが受ける力の源は事実上、太陽光に依存する。その太陽光は、太陽から離れると弱くなる。それでも、その分だけソーラーセイルの面積を大きくして、なるべく軽量にすれば理論的には可能と判っていた。
しかし、検討が進むにつれて、推進装置がソーラーセイル単体では、受けられる力が弱過ぎるために、現実的な期間内でのミッション遂行は困難だと結論付けられた。そこで、ソーラーセイルの表面に、薄膜太陽電池を貼り付けて、この薄膜太陽電池によって発生した電力でイオンエンジンを動かし、これらを併用するハイブリッド推進方式であるソーラー電力セイルが考案された。こうして、2002年にソーラー電力セイルワーキンググループが発足し、今回の「イカロス」に使用したソーラー電力セイルが研究されていった。
2003年3月には木星の公転軌道近傍での赤外線天体観測やトロヤ群小惑星の接近観測、航行中のガンマ線バーストと宇宙塵の連続観測を目的としたミッション案が、宇宙工学委員会に提出されたものの、採択されなかった。ソーラーセイルを利用した惑星間航行は、木星の公転軌道よりの外側でも可能かもしれないが、ソーラー電力セイルの太陽電池の側に問題が発生する。太陽電池が利用している光電効果を発生させるためには、充分な強さの光が必要だが、木星軌道付近まで来ると太陽光が微弱になる為に、従来の太陽電池では発電が難しい。よって、原子力電池を搭載して電源にする方法が一般的である。原子力電池は放射性物質が放出する放射線のエネルギーを、電力へと変換する装置であり、例えばプルトニウムやストロンチウム90などの放射性物質をロケットに乗せる必要が出てくる。もしロケットの打ち上げに失敗した場合には、放射性物質がバラまかれるリスクを有するなどの理由で、原子力電池の使用は見送られた。木星圏探査計画は2006年にも宇宙開発委員会に提出されたものの、ASTRO-Gが採択されたため、開発段階へは移行しなかった。
これらの検討は、MUSES-C（後のはやぶさ）に続く次期工学実験衛星(MUSES-D)への採用を目指して行われた物であり、ソーラー電力セイルに関連する可能性が考えられる他の案としては、例えば、黄道面脱出による赤外線天体観測機、枯渇彗星核や小惑星への着陸探査機なども候補だった。

### 大型膜面展開実証試験
2003年以降に大型膜面展開実証試験が様々な形で行われた。真空槽を用いた径0.8 mの真空落下展開実験を経て、2003年8月に大気球を用いた径4 mのクローバー型セイル展開実験に成功し、スピンテーブルを用いた径2.5 mの展開実験を経て、2004年8月9日にはS-310ロケット34号機において径10 mのクローバー型セイル及び扇子型セイルの宇宙空間での展開に成功した。さらに2006年8月30日には、大気球を用いた径20 mの正方形セイルの展開に成功と、着実な成果を上げた。また、2006年にはM-Vロケットのサブペイロードを利用した2機の軌道上展開実験（後述）も行われた。2007年にはスケートリンクを用いた展開実験が行われた。
なお、2009年にも大気球を用いたIKAROS実機大膜面の展開実験が計画されていたが、これは実施されなかった。

### 小型実証機
前述のようにソーラー電力セイルを用いた木星圏探査計画が検討されていた中で、その前段階としての軌道上での大型膜面展開実証機の必要性が高まり、2006年に2つの小型実証機案の作成が決定した。1つは2006年に計画が中止されたLUNAR-Aのオービタを改修・再利用して次期固体ロケットの初号機で打ち上げる案、もう1つは新開発した300 kg未満の小型実証機をH-IIAロケットによる打ち上げへと変更されたPLANET-Cのピギーバックペイロードを利用して打ち上げる案である。しかし、前者は次期固体ロケット初号機の打ち上げ予定が不確定であり、LUNAR-Aフライトモデルの経年劣化も激しいために見送られ、開発期間が短く国際的にも競争力が有ると考えられた後者へ決定された。そして、それは2007年4月1日のJSPEC誕生と同時に、プリプロジェクトへと移行した。さらに2008年にプロジェクトへ移行しIKAROSと名付けられた。

## 構成

IKAROSの膜面形状・配置図（対角線長20 m）
(1) 500 gの先端マス x 4
(2) 姿勢制御デバイス x 80
(3) 厚さ7.5 μmの薄膜
(4) 厚さ25 μmの薄膜太陽電池
(5) テザー（tether）
(6) IKAROS本体部
(7) 搭載機器

IKAROSは、本体とセイルに大別される。IKAROSの姿勢制御方式はスピン安定方式であり、セイルの展開もスピンを利用して行われた。

### 本体
直径1.58 m高さ0.9454 mの円柱状であり、主に構造部、太陽指向面、ミッション部、バス部で構成される。構造部はロケット結合部、ロケット結合部と太陽指向面を接続し全体の構造強度を保つスラストチューブで構成される。なお、太陽指向面には補助用太陽電池が配置された。ミッション部はセイルの収納、テザーの結合、ブラシレスモータを用いたセイルの展開などを行い、セイルとバス部の電気的接続を担う。バス部はスラストチューブ内に配置され、CPUなどの演算制御機器で構成される。バス部については、れいめいやはやぶさ、あかつき等で開発した部品を使用したり、開発が中止されたLUNAR-A母船の部品の一部を流用して、リスクやコストの低減を図った。また、2個のスプリング射出式分離カメラ(DCAM1, DCAM2)を装備し、セイル展開状態の本体を撮影できるようにした。
通信アンテナは、地球との通信用に低利得アンテナ (LGA) が表と裏に2基搭載された。中利得アンテナ(MGA)も1基搭載したものの、打ち上げから当初予定されていたミッションの最終目標であった金星フライバイまでの間に、1回も使用されなかった。これら以外に、VLBI用・DCAM用アンテナを別途搭載した。

### セイル

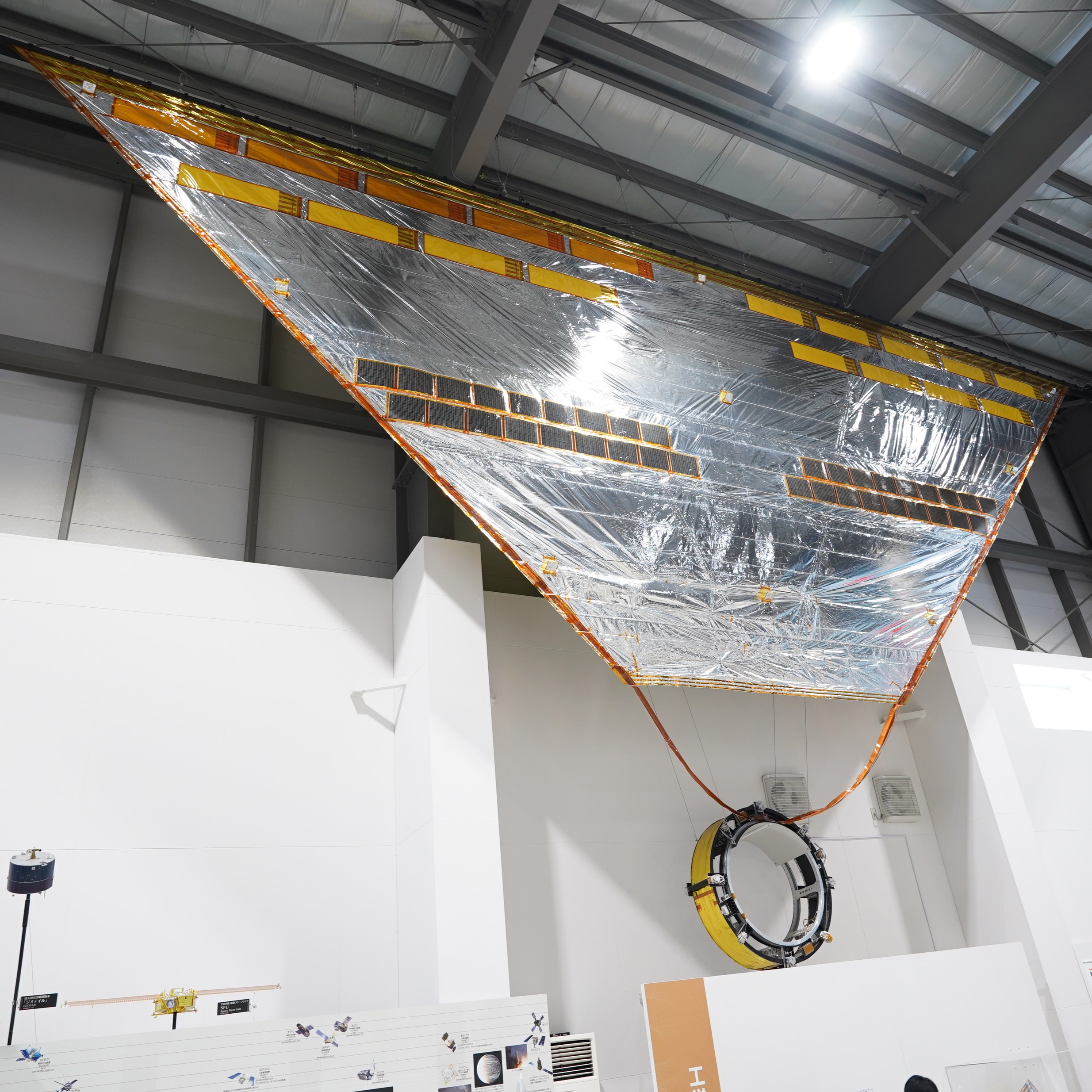
セイル、JAXA相模原キャンパス展示品

ポリイミド製のセイルは膜厚7.5 μmで、14 m四方の正方形であり、4枚の台形ペタルで構成されている。それぞれのペタルはブリッジで結合されており、本体とは16本のテザーによって結合されている。4つの頂点には、それぞれ500 gの重りが取り付けられており、スピン展開時には遠心力によって先導的な役割を果たす。薄膜太陽電池セルは膜厚25 μmで、セイルの半ばに本体を囲むように正方形に配置され、面積比では約1割を占める。セイル片面にはアルミニウムを蒸着させており、電位差や電流分布を測定する方法で、太陽風に含まれる荷電粒子の観測が可能である。また、8ヶ所にダストカウンタが搭載され、宇宙塵の観測も行う。
なお、操舵装置として液晶を利用した電気式の調光フィルムが各頂点両側、合計8ヶ所に搭載された。これは、太陽光の反射率を変化させる方法で、光圧のバランスを崩し、発生したトルクによってセイルの姿勢制御を行うものである。

## 経過

### 打ち上げ

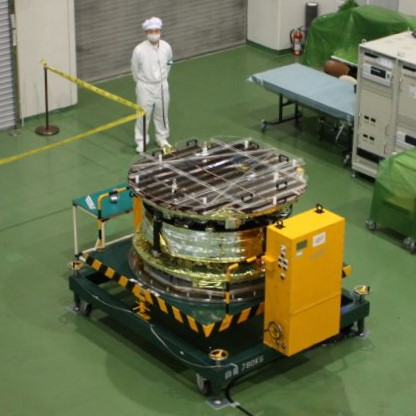
打ち上げ前に報道公開されたIKAROS

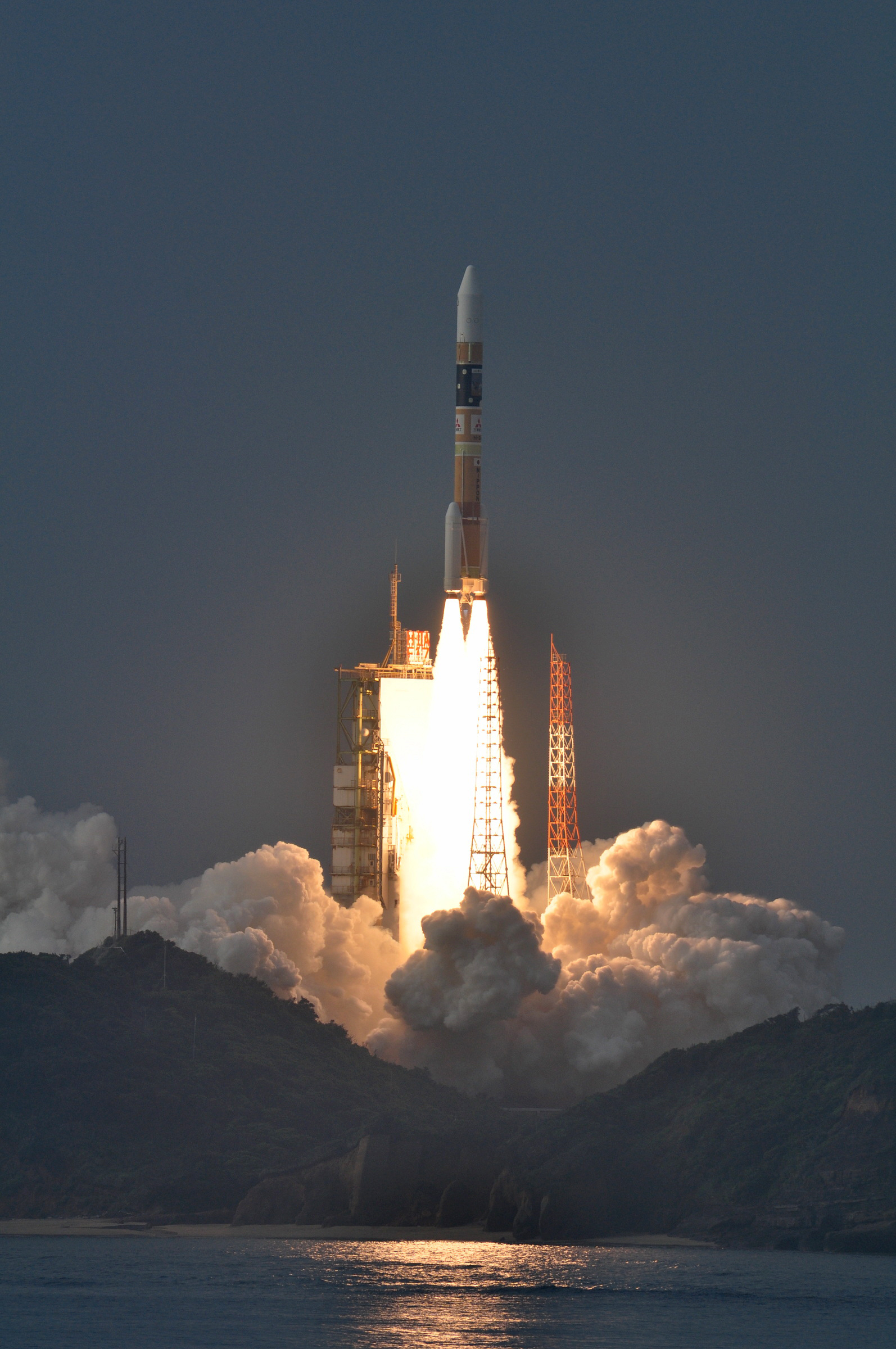
H-IIAロケット17号機による「IKAROS」の打ち上げ

「IKAROS」は、2010年5月21日6時58分22秒（以下全て日本時間）に、種子島宇宙センターから金星探査機「あかつき」及び小型副衛星4機と一緒に、H-IIAロケット17号機により打ち上げられた。ロケットは順調に飛行し、あかつきは所定の軌道に投入された。IKAROSも計画通りに分離信号を受け、無事に分離された。5月24日には初期動作チェックを終え、IKAROSは実証実験へ移行した。

### 定常運用
IKAROSは6月3日にセイルの展開を開始し、6月10日に地球からの距離約770万 kmにて、セイルの展張および薄膜太陽電池による発電を確認した。これによってミニマムサクセスは達成された。6月15日には分離カメラDCAM2を射出し、セイルを展張したIKAROS全体の撮影に成功した。6月19日には、もう一方の分離カメラDCAM1をより低速度で射出し、操舵装置の液晶デバイスの作動を確認した。
6月21日にはIKAROS本体に搭載されたガンマ線バースト観測器（GAP）が稼動し、22日にはセイルに搭載されたダスト検出器（ALADDIN）に電源が入った。7月7日にはGAPが運用開始後初めてガンマ線バーストを観測した。
セイル展開の成功を受け、7月よりフルサクセスを目指すべく、光子加速実証フェーズへと移行した。7月9日、以前より取得できていた通信電波のドップラー効果を利用した地球に対するIKAROSの相対加速度のデータに加え、新たに算出されたレンジアンドレンジレート（RARR）によるIKAROSの軌道決定により、セイルが太陽光の光子を受けて、IKAROSは加速できたと確認された。IKAROSが太陽光によって受けた力の強さは、地球の地表の一般的な重力の場所で、0.114グラムの重りがぶら下った程度の力とされる（約1.1×10−3 ニュートンに相当）。続けて7月13日に姿勢制御デバイス（液晶デバイス）によるセイルの姿勢制御実験が行われ、想定通りの姿勢制御性能が達成できたと確認された。
2010年12月8日、日本標準時16時39分に、IKAROSは金星から80,800 kmの地点を通過した。ソーラーセイル宇宙機としては、初めて他の惑星の近傍に到達した。

### 後期運用
2011年1月には、約6ヶ月間の定常運用を終了し、後期運用に入ったと発表された。後期運用の期間は2012年3月末までで、後期運用終了時に継続運用の是非を判断するとした。2011年10月には「膜面挙動・膜面形状の変化を積極的に引き出して展張状態の力学モデルを構築する」事を目標に、機体の回転方向を反転させる逆スピン運用が実施され、問題なく逆スピン状態になった。2012年1月には、IKAROSが冬眠モード（発生電力低下による搭載機器シャットダウン）に移行したと確認された。
2012年3月に、後期運用中の低スピン運用や逆スピン運用や大姿勢変更運用によって、膜面形状や膜面姿勢運動に関して、想定外の現象が見られたと発表された。また、2012年の6月から10月の間には、IKAROSが冬眠モードから復旧して、データ取得ができる可能性が有ると発表されていた件に関して、2012年9月6日にIKAROSが発信した電波を発見し、9月8日にはIKAROSが冬眠モードから明けたと確認できた。ただ、11月22日には再び冬眠モードに入ったと確認された。なお、その間はIKAROSのビーコン受信だけの運用だったため、詳細なIKAROSのテレメトリは得られなかった。
2013年3月28日に、それまでに得られたデータをまとめるため、IKAROSのプロジェクトチームの解散が発表された。一方で、2013年初夏に予想されていたIKAROSの冬眠開けに向けて、運用継続が発表され、2013年7月に、予定通り電波の捕捉ができたと発表された。2013年9月にIKAROSは、3回目の冬眠モードへ移行した。
2014年5月22日にも3回目の冬眠モード明けで、IKAROSが発信した電波の受信に成功し、2014年8月7日にIKAROSは4回目の冬眠モードへ移行した。
2015年4月23日に4回目の冬眠モード明けで、IKAROSが発信した電波の受信に成功した。
2015年5月21日、IKAROSは5回目の冬眠モードへ移行した。この時点でIKAROSは地球から約1億1千万km、太陽から約1億3千万kmの位置にあり、同年冬に冬眠明けすると予測されていた。しかしこの後、冬眠明けが予想される時期になってもIKAROSからの電波を受信できなくなった。JAXAはその後も探索運用を継続したが、2025年に至るまでIKAROSとの通信は回復しなかった。
ミッション終了後のIKAROSは、太陽の周りを約10ヶ月の周期で公転し続けている。しかし、姿勢制御をしていないため、IKAROSの太陽電池に日が当たる期間に、地球が電波の届く位置にないと、地球上でテレメトリは得られない。今後もIKAROSは、冬眠と冬眠明けを繰り返すことになる。
運用チームは、冬眠中のIKAROSの軌道・姿勢制御を計算したうえで、冬眠明け後にIKAROSを探索して電波を受信し位置を把握することで、IKAROSの運動モデルを検証し精度向上に役立てていた。

### 運用終了
2025年5月15日、JAXAは今後IKAROSから電波を受信できる可能性が極めて小さいと判断したとして、停波運用を行い、探索運用を終了したと発表した。これにより、2015年の通信途絶後も続いていたIKAROSのすべての運用が終了した。

## 広報

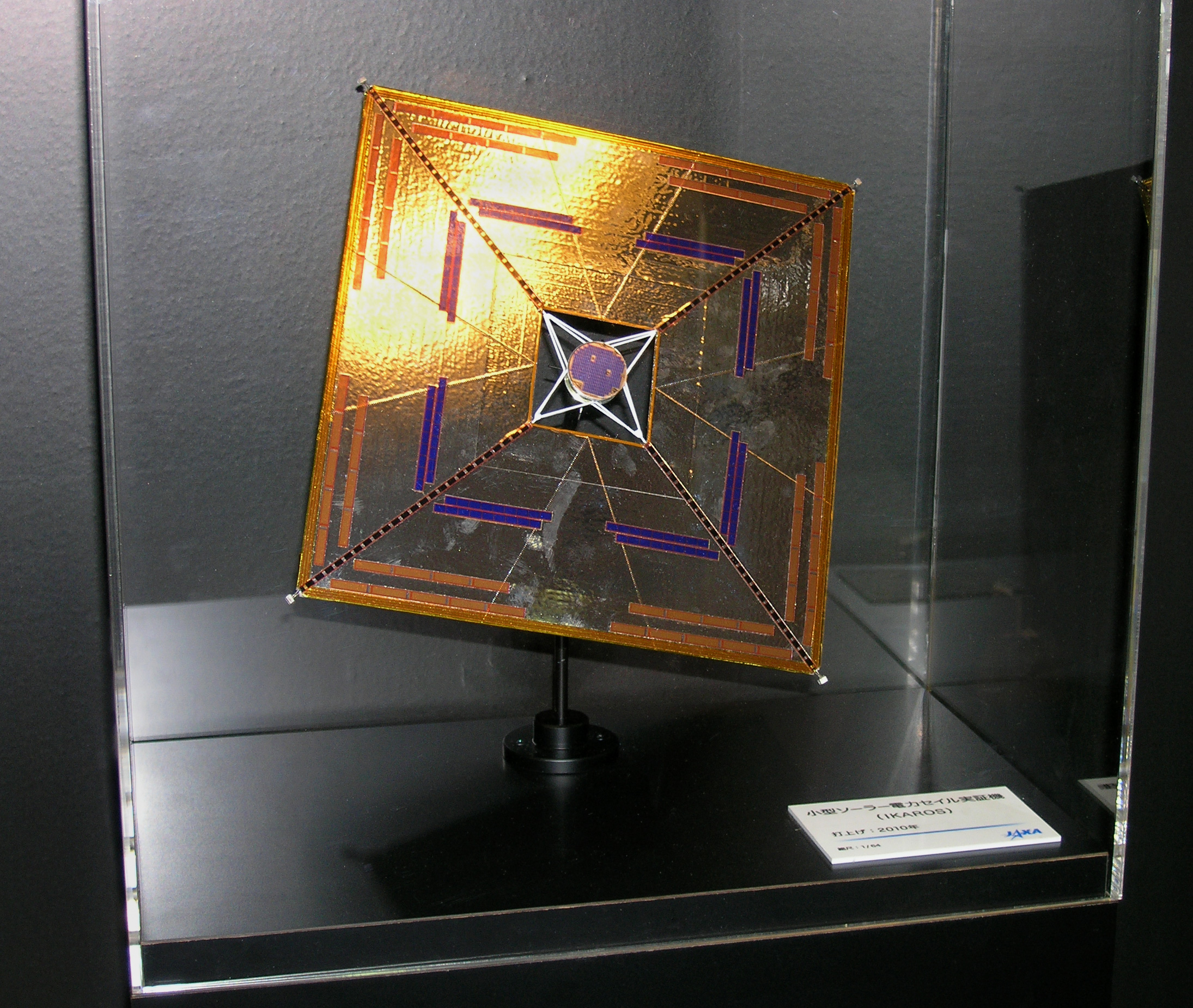
第61回国際宇宙会議で展示された、IKAROSの模型。

公式Twitterにおいて運用チームのメンバーが、IKAROSの擬人化キャラクター「イカロス君」としてミッションの進行状況を広報した。2010年9月9日に「イカロス君」は、第8回Webクリエーション・アウォードにおいて一般投票の最多得票者に贈られる「気になるWeb人で賞」を受賞した。2010年12月12日には、IKAROSのミッションを平易に解説した政府公刊物の「イカロス君の大航海」が発行され、2012年3月10日には東日本大震災復興支援プロジェクトとして「イカロス君のうた」（歌：間宮くるみ、作詞：ゆうきよしなり、作曲/編曲：真鍋旺嵩、中沢昭宏 (WEEAST)、ディレクション/ミックス：安保一生、イラスト/映像：みみみみドイツ）がIKAROS専門チャンネルにて公開された。

## 記録
2012年11月30日にJAXAは、IKAROSとその分離カメラ（子衛星）DCAMが、ギネス世界記録に認定されたと発表した。認定された記録は次の2件である。
- 最初の惑星間ソーラーセイル宇宙機　「IKAROS」（First interplanetary solar sail spacecraft）
- 最小の惑星間子衛星　「DCAM1とDCAM2」（Smallest interplanetary subsatellite）

## サブペイロードによる大型膜面展開実験
M-Vロケットのサブペイロードを用いて軌道上での大型膜面展開実験は、IKAROSの打ち上げ以前に、2回行われた。

### SSP
SSP（Solar-sail Sub Payload）は、膜面展開制御を目的とし、径10 m級の扇子型セイルを搭載したサブペイロード実験モジュールである。SSPは2006年2月22日6時28分にM-Vロケット8号機のサブペイロードとして、赤外線天文衛星あかりと一緒に打ち上げられた。扇子型セイルの展開の仕方は、探査機での使用を想定し、時間をかけて徐々に展開する方式であった。しかし、実験の様子のテレメトリを日本国外の地上アンテナを通じて受信した際にトラブルが発生し、受信状況が悪かったため、実験後にデータが取得できたのみであった。なお、実験中のモータ回転数の解析結果からは、全行程の1/3程度で停止し、扇子型セイルの展開に失敗したと推定された。

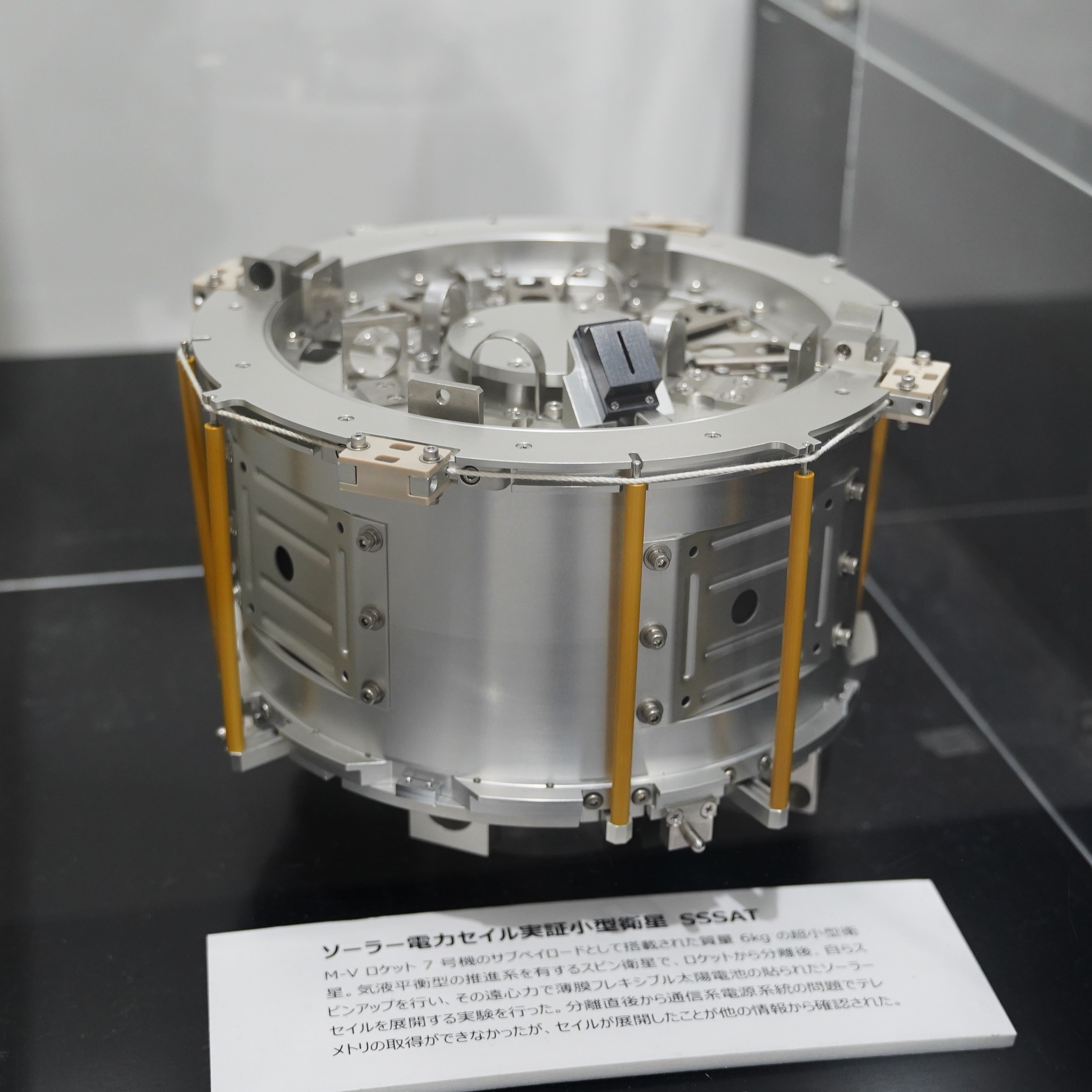
SSSAT展示品

### SSSAT
SSSAT（Solar Sail Satellite）は、膜面展開と薄膜太陽電池の宇宙空間での特性評価、気液平衡スラスタによる姿勢・軌道制御、ダストカウンタによる宇宙塵観測を目的とし、径5 mの膜面を搭載した、質量6 kgの衛星である。2006年9月23日6時36分に、M-Vロケット7号機のサブペイロードとして、太陽観測衛星ひのでと一緒に打ち上げられた。M-Vロケットからは正常に分離されたとロケット側のカメラによって確認され、日本国外の地上アンテナにて信号を受信したものの、その信号が何らかの理由で断続的で断片的であったため、薄膜太陽電池の特性評価を行うための充分なデータは、得られなかった。地球への降下速度の増加が観測されたため、恐らく膜面展開は正常に行われたと考えられたが、これについても正常なデータは取得できなかった。なお、SSSATは3日後の9月26日に、地球の大気圏へ再突入したと推定された。